# Łyżwiarstwo szybkie na Zimowych Igrzyskach Olimpijskich 2018 – 3000 m kobiet
Bieg na 3000 metrów kobiet rozgrywany w ramach łyżwiarstwa szybkiego na Zimowych Igrzyskach Olimpijskich 2018 odbył się 10 lutego w hali Gangneung Oval w Gangneung.
Cały podium przypadło Holenderkom. Pierwsza była Carlijn Achtereekte, srebro wywalczyła obrończyni tytułu, Ireen Wüst, a brąz przypadł Antoinette de Jong.
W zawodach wzięły udział 3 Polki. Luiza Złotkowska była 14, Karolina Bosiek 16, a Katarzyna Bachleda-Curuś 17.

## Terminarz
| Data      | Konkurencja | Godzina rozpoczęcia | Godzina rozpoczęcia |
| Data      | Konkurencja | UTC+09:00           | CET                 |
| --------- | ----------- | ------------------- | ------------------- |
| 10 lutego | Finał       | 20:00               | 12:00               |

## Rekordy
Rekordy obowiązujące przed rozpoczęciem igrzysk.
| Rekord            | Zawodnik          | Czas    | Miejsce        | Data           |
| ----------------- | ----------------- | ------- | -------------- | -------------- |
| Rekord świata     | Cindy Klassen     | 3:53,34 | Calgary        | 18 marca 2006  |
| Rekord olimpijski | Claudia Pechstein | 3:57,70 | Salt Lake City | 20 lutego 2002 |

## Wyniki
| Miejsce | Para | Linia | Zawodnik                 | Reprezentacja                | Czas    | Strata | Uwagi |
| ------- | ---- | ----- | ------------------------ | ---------------------------- | ------- | ------ | ----- |
| 1.      | 5    | I     | Carlijn Achtereekte      | Holandia                     | 3:59,21 |        |       |
| 2.      | 9    | I     | Ireen Wüst               | Holandia                     | 3:59,29 | +0,08  |       |
| 3.      | 11   | O     | Antoinette de Jong       | Holandia                     | 4:00,02 | +0,81  |       |
| 4.      | 12   | O     | Martina Sáblíková        | Czechy                       | 4:00,54 | +1,33  |       |
| 5.      | 11   | I     | Miho Takagi              | Japonia                      | 4:01,35 | +2,14  |       |
| 6.      | 10   | I     | Ivanie Blondin           | Kanada                       | 4:04,14 | +4,93  |       |
| 7.      | 9    | O     | Isabelle Weidemann       | Kanada                       | 4:04,26 | +5,05  |       |
| 8.      | 3    | O     | Ayano Satō               | Japonia                      | 4:04,35 | +5,14  |       |
| 9.      | 10   | O     | Claudia Pechstein        | Niemcy                       | 4:04,49 | +5,28  |       |
| 10.     | 12   | I     | Natalia Woronina         | Olimpijscy sportowcy z Rosji | 4:05,85 | +6,64  |       |
| 11.     | 8    | O     | Maryna Zujewa            | Białoruś                     | 4:05,96 | +6,75  |       |
| 12.     | 1    | I     | Ida Njåtun               | Norwegia                     | 4:06,67 | +7,46  |       |
| 13.     | 6    | I     | Francesca Lollobrigida   | Włochy                       | 4:08,58 | +9,37  |       |
| 14.     | 3    | I     | Luiza Złotkowska         | Polska                       | 4:09,69 | +10,48 |       |
| 15.     | 2    | O     | Nikola Zdráhalová        | Czechy                       | 4:11,36 | +12,15 |       |
| 16.     | 5    | O     | Karolina Bosiek          | Polska                       | 4:12,44 | +13,23 |       |
| 17.     | 4    | O     | Katarzyna Bachleda-Curuś | Polska                       | 4:12,57 | +13,36 |       |
| 18.     | 1    | O     | Kim Bo-reum              | Korea Południowa             | 4:12,79 | +13,58 |       |
| 19.     | 8    | I     | Ayaka Kikuchi            | Japonia                      | 4:13,25 | +14,04 |       |
| 20.     | 7    | O     | Brianne Tutt             | Kanada                       | 4:13,70 | +14,49 |       |
| 21.     | 6    | O     | Hao Jiachen              | Chińska Republika Ludowa     | 4:15,56 | +16,35 |       |
| 22.     | 7    | I     | Carlijn Schoutens        | Stany Zjednoczone            | 4:15,60 | +16,39 |       |
| 23.     | 4    | I     | Roxanne Dufter           | Niemcy                       | 4:16,87 | +17,66 |       |
| 24.     | 2    | I     | Liu Jing                 | Chińska Republika Ludowa     | 4:20,95 | +21,74 |       |